# Flik 60J
La Fliegerkompanie 60 o Jagdflieger-Kompanie 60 (abbreviata in Flik 60J o Flik 60) era una delle squadriglie famose e di maggior successo della Kaiserliche und Königliche Luftfahrtruppen.

## Storia

### Prima guerra mondiale
La squadriglia fu creata a Strasshof an der Nordbahn in Austria a metà del 1917 e, dopo l'addestranamento, fu inviata sul fronte italiano il 6 settembre, dove aveva la sua base a Grigno in Valsugana. 
Frank Linke-Crawford, decorato con la Goldene Tapferkeitmedaille (medaglia d'onore al valor militare in oro) con all'attivo 13 vittorie, verso la fine di dicembre 1917 ne ebbe il comando. 
Dotata di Phönix D.I serie 128, 228 e 328, con una forza di sette piloti, la Flik 60J operava su un'area di operazioni che andava dal nord del Piave all'altopiano di Asiago, compreso quindi il Monte Grappa. Da parte delle forze avversarie in questa zona operavano principalmente squadriglie britanniche, ma erano molto attive anche forze italiane e francesi.
Durante la permanenza a Grigno, Linke si aggiudicò sei vittorie, pilotando il Phönix 228.16. Il 23 dicembre 1917 anche Kurt Gruber (aviatore) fu assegnato alla Flik 60J.
I Phönix D.I in dotazione alla squadriglia si distinguevano per una fascia nera attorno alla fusoliera subito dopo il posto di pilotaggio su cui era dipinta in bianco l'iniziale del nome del pilota che usualmente utilizzava il velivolo. A bordo del Phönix contrassegnato dalla lettera "G", nei combattimenti in zona Gruber conseguìa ben presto 5 vittorie.
Il 10 gennaio 1918, Gruber volando con il Phönix D.I serie 228.24 in coppia con Frank Linke-Crawford a bordo del Phönix D.I 228.16, dopo un violento combattimento sopra Valstagna abbatterono due caccia alleati, conseguendo Frank Linke-Crawford la 14ª e la 15ª vittoria e Gruber la 7ª e l'8ª vittoria. Il 27 successivo, Gruber pilotando il suo Phönix preferito, incontrò ciò che lui stesso descrisse come un "Sopwith monoposto" ma che con tutta probabilità era un Hanriot HD.1 della 78ª Squadriglia aeroplani da caccia. Dopo un violento combattimento, sempre sopra Valstagna, il caccia italiano cadde dietro le linee italiane, ferendo gravemente il pilota, il sergente Giarmino. Il 1º febbraio Gruber abbatté un Nieuport vicino a Vattaro. 25 giorni dopo, il 26 febbraio 1918, in missione di pattugliamento con altri due velivoli della Flik 60J, Gruber a bordo del Phönix D.I serie 228.24, intercetta un Hanriot HD.1 abbattendolo nei pressi del Monte Melago, vicino ad Gallio, per quella che è considerata la sua decima vittoria confermata. Si trattava dell'Hanriot HD.1 matricola 6344 della 70ª Squadriglia caccia pilotato dal tenente Giuseppe Ghislanzoni (medaglia d'argento al valor militare alla memoria).
Nel marzo 1918, la Flik 60J fu rischierata sul campo di Feltre, ricevendo in dotazione un certo numero di Aviatik D.I della serie 115 con motore Daimler da 200 PS (147 kW), che si affiancarono ai Phönix ora anche nelle versioni D.II e D.IIa (serie 122 e 422).
Più leggero e manovrabile del Phönix, con un elevato rateo di salita, l'Aviatik D.I soffriva di una certa fragilità strutturale del bordo d'attacco alare durante manovre ad alta velocità, soprattutto negli esemplari costruiti dalla Lohner-Werke (serie 115.01-115.89,serie 315-01-315.76) che costò alla Flik 60J la perdita di cinque Aviatik nel solo mese di maggio 1918.
Karl Teichmann il 3 febbraio 1918, abbatté un altro Nieuport, sopra il Monte Nuoval.
Il 17 marzo arrivò Alois Rodlauer che il 27 marzo, a causa di un difetto al motore dell'Aviatik D.I, ebbe un incidente vicino a Marter e successivamente venne ricoverato in ospedale per un mese.
Il 4 aprile 1918 Gruber era in volo con il Phönix D.I 228.24 in formazione con altri tre Phönix della Flik 60J. Sopra Primolano, la formazione austro-ungarica venne intercettata da una pattuglia di Sopwith Camel del No. 66 Squadron RAF guidata dal capitano Francis S. Symondson. Dopo aver abbattuto il suo undicesimo avversario, il Phönix di Gruber venne investito da una prolungata raffica di mitragliatrice, che causò il collasso dell'ala superiore.
Nonostante queste limitazioni, il 10 maggio, Linke ottenne proprio con un Aviatik D.I (serie 115.32) la sua 21ª e 22ª vittoria ai danni prima di un Bristol F2B C-4755 nei pressi di Levico e di un Sopwith Camel successivamente (è noto che i piloti austro-ungarici non distinguevano i Camel dagli Hanriot HD.1 italiani, identificando entrambi come Sopwith Camel).
Il Sopwith Camel B2455 X del Tenente E.G. Forder del No. 28 Squadron RAF del Campo di aviazione di Gazzo fu costretto ad atterrare al campo di aviazione di Feltre l'11 maggio 1918, dall'Oberleutnant Linke-Crawford sull'Aviatik D.I. Forder è diventato un prigioniero di guerra.
Il primo giugno 1918 a cadere sotto i colpi di Linke fu l'asso britannico del No. 45 Squadron RAF Earl Hand, che riuscì ad atterrare con il suo Camel in fiamme e fatto prigioniero.
Nell'estate del 1918 partecipò all'offensiva della Battaglia del solstizio nell'11ª Armata.
La 27ª e ultima vittoria di Linke-Crawford fu ottenuta il 29 luglio, quando Linke abbatté un biposto britannico sopra Valstagna pilotando l'Aviatik 115.32. I dettagli del suo ultimo combattimento sono ancora controversi.
Il 31 luglio Linke, a bordo dell'Aviatik 115.32, decollò dal campo di Feltre alle ore 08.25 per una missione assieme ad altri tre velivoli. I tre Berg si trovarono ben presto impegnati in uno scontro con tre Camel del 45th squadron, uno dei quali pilotato dal capitano Sidney Cottle.
Separato dai suoi compagni durante il combattimento, Linke venne attaccato da due Hanriot HD.I dell'81ª Squadriglia Aeroplani pilotati dal sergente pilota Carlo Campitti e dal caporale pilota Aldo Astolfi. Nel corso del combattimento, l'Aviatik D.I di Linke fu visto avvitarsi (molto probabilmente a causa forse di un cedimento strutturale) e riprendersi a pochi metri dal suolo, procedendo in volo livellato. Nuovamente inseguito dall'Hanriot di Astolfi fu abbattuto nei pressi di Guia, frazione di Valdobbiadene.
Linke-Crawford fu l'unica vittoria di Aldo Astolfi. Con la morte di Linke, la Flik 60J cessò virtualmente di esistere e personale e aerei furono trasferiti alla vicina Flik 14J.
Il 15 ottobre, il gruppo dell'esercito bellunese rilevò l'unità che si schierò a Santa Giustina e poi a Feltre.
Dopo la guerra, fu sciolta insieme all'intera aeronautica austriaca.
Nella squadriglia vi furono quattro assi che, combattendo nella Flik 60J, conseguirono le seguenti vittorie:
- Frank Linke-Crawford 9
- Kurt Gruber 6
- Alois Rodlauer 3
- Karl Teichmann 1.